# Ла-Естрелья (Толедо)
Ла-Естрелья (ісп. La Estrella) — муніципалітет в Іспанії, у складі автономної спільноти Кастилія-Ла-Манча, у провінції Толедо. Населення — 325 осіб (2010).
Муніципалітет розташований на відстані близько 140 км на південний захід від Мадрида, 95 км на захід від Толедо.
На території муніципалітету розташовані такі населені пункти: (дані про населення за 2010 рік)
- Ла-Естрелья: 297 осіб
- Фуентес: 28 осіб

## Демографія
Динаміка населення (INE ):

## Галерея зображень

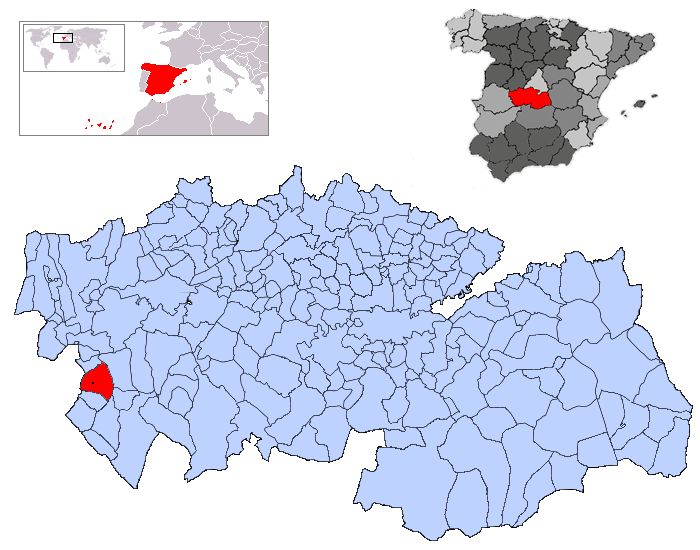
Розташування муніципалітету у провінції Толедо